# 西方的数字命名法
長級差制（英语：long scale，譯自法语：échelle longue），是以 billion 一詞表示「1 million million（一百萬个百万）」即「一万亿」的數位命名系統。
短級差制（英语：short scale，譯自法语：échelle courte），是以 billion 一詞表示「1 thousand million（一千个百万）」即「十亿」的數位命名系統。
對大部分生活在19世紀和20世紀的人來說，英國的數位命名系統一律是按長級差制命名的，而美國則使用的是短級差制，因此這兩種體制通常（更確切地說是在這期間）被分別稱為“英式數名”和“美式數名”。在1974年，英國政府宣佈停止使用長級差制，現在英國政府和英國媒體公告的數字都是短級差制。。到2005年，短級差制在英國也已被廣泛使用，從而“英式數名”這種叫法就有些不恰當了。
在不同的歷史階段，兩種級差系統在法國和義大利都曾被使用過，然而為了和大多數其它歐洲文言一致，法國和義大利現已固定使用長級差制了。

## 兩種級差系統中數位名稱的比較
| 數值      | 短級差系統命名    | 長級差系統命名     |
| --------- | ----------------- | ------------------ |
| 103 =     | thousand          | thousand           |
| 106 =     | million           | million            |
| 109 =     | billion           | milliard           |
| 1012 =    | trillion          | billion            |
| 1015 =    | quadrillion       | billiard           |
| 1018 =    | quintillion       | trillion           |
| 1021 =    | sextillion        | trilliard          |
| 1024 =    | septillion        | quadrillion        |
| 1027 =    | octillion         | quadrilliard       |
| 1030 =    | nonillion         | quintillion        |
| 1033 =    | decillion         | quintilliard       |
| 1036 =    | undecillion       | sextillion         |
| 1039 =    | duodecillion      | sextilliard        |
| 1042 =    | tredecillion      | septillion         |
| 1045 =    | quattuordecillion | septilliard        |
| 1048 =    | quindecillion     | octillion          |
| 1051 =    | sexdecillion      | octilliard         |
| 1054 =    | septendecillion   | nonillion          |
| 1057 =    | octodecillion     | nonilliard         |
| 1060 =    | novemdecillion    | decillion          |
| 1063 =    | vigintillion      | decilliard         |
| 1066 =    |                   | undecillion        |
| 1069 =    |                   | undecilliard       |
| 1072 =    |                   | duodecillion       |
| 1075 =    |                   | duodecilliard      |
| 1078 =    |                   | tredecillion       |
| 1081 =    |                   | tredecilliard      |
| 1084 =    |                   | quattuordecillion  |
| 1087 =    |                   | quattuordecilliard |
| 1090 =    |                   | quindecillion      |
| 1093 =    |                   | quindecilliard     |
| 1096 =    |                   | sexdecillion       |
| 1099 =    |                   | sexdecilliard      |
| 10102 =   |                   | septendecillion    |
| 10105 =   |                   | septendecilliard   |
| 10108 =   |                   | octodecillion      |
| 10111 =   |                   | octodecilliard     |
| 10114 =   |                   | novemdecillion     |
| 10117 =   |                   | novemdecilliard    |
| 10120 =   |                   | vigintillion       |
| 10303 =   | centillion        |                    |
| 10600 =   |                   | centillion         |
| 10603 =   | duocentillion     |                    |
| 10903 =   | trecentillion     |                    |
| 101,203 = | quadrocentillion  |                    |
| 101,503 = | quintcentillion   |                    |
| 103,003 = | millillion        |                    |

由於詞頭 bi 表示 2、tri 表示 3，因此可以按這個邏輯來理解數位命名：
在長級差制中：billion 表示 {\displaystyle 10^{2*6}}；trillion 表示 {\displaystyle 10^{3*6}}。
在短級差制中：billion 表示 {\displaystyle 10^{(3+2*3)}}；trillion 表示 {\displaystyle 10^{(3+3*3)}}。

## 歷史
| 1475年     | Jehan Adam曾使用 bymillion 和 trimillion 分別表示 1012 和 1018。 |
| 1484年     | 法國數學家尼古拉·许凯在其論文《數學三篇》（Triparty en la science de nombres）中使用 byllion、tryllion、quadrillion、quyllion、sixlion、septyllion、ottyllion 和 nonyllion 這些詞來表示 1012、1018 等等。 丘凱的著作直到19世紀70年代才發表，但其中大部分內容被Estienne de la Roche不加注明地抄襲並發表在其1520年的《Larismetique》一書中。 |
| 約1550年   | Jacques Peletier保留了丘凱的長級差制，但提出用 milliard 代替“thousand million”來表示 109。這個詞在英格蘭、德國、及歐洲其它地方被廣泛使用。 |
| 17世紀早期 | 在法國和義大利，一些科學家開始使用 billion 一詞來表示 109。 |
| 18世紀中葉 | “billion”在短級差系統中的含義被帶到了英屬的美洲殖民地。 |
| 19世紀早期 | 在法國某些地區轉為使用短級差系統，這也被已開始在學校教授法文課程的美國所沿襲。 |
| 1926年     | 英國文言學家、字典編纂者亨利·華生·福勒的《現代英文用法詞典》裡解釋到：“應記住，在（沿襲法文習慣的）美國用法中，['billion']一詞的含義與其在英國用法中的含義不同。對我們英國人來說，它表示million的平方，即一百萬個一百萬（1,000,000,000,000）；而對美國人來說這個詞表示的是一千連乘三次，就是一千個一百萬（1,000,000,000），這在我們英國被稱為一個milliard。因此在英國除了天文學家，一般人都會覺得billion是個沒有實際用處的詞，令人遺憾的卻是我們不能順應實際地變化到那種更實用的體制。” |
| 1948年     | 在巴黎舉行的國際度量衡大會上，有人提議恢復使用長級差系統。 |
| 1961年     | 《政府期刊》（Journal Officiel，法國官方刊物）確認法國官方使用長級差系統。 |
| 1974年     | 英國首相哈洛德·威爾遜對英國國會下院解釋說，英國政府自此將使用短級差系來公佈統計資料。 |
| 1994年     | 義大利政府正式確認使用長級差制。 |

## 目前的使用情況

### 不使用這兩類級差制度的國家
以下國家有自己的編數系統，因此不使用長、短級差制度：
- 中國 —— 見 中文數字
- 日本 —— 見 日文數字
- 朝鮮 —— 見 朝鮮文數字

### 使用短級差制的國家
- 大部分使用英文的國家 — 美國、加拿大（法文地區除外）、英國、愛爾蘭、澳大利亞等等。
- 儘管在巴西存在著很多種葡萄牙文的變體，但都把 109 寫作 bilhão、1012 寫作 trilhão，等等。
- 在印度通常使用的是印度編數系統，但因為在詞彙上沒有衝突，那裡說英文的人也都能理解短級差系統。
- 波多黎各是使用西班牙文的美屬領土，但一般都是將 1012 寫作 billón、1018 寫作 trillón，等等。
- 在俄羅斯和土耳其，雖然一般還是把 109 叫做 “milliard”，但在表示 1012 及更大的數量級時則會按照短級差制來命名。
- 在希臘，本身的計數系統和東亞的一樣，普通數位最大到萬（myriad）。更大的數位採用了模仿西方的短級差制，先將百（ekatom）和萬（myrio）組合在一起湊成百萬（ekatommyrio），這個數字就相當於million。然後將 109 寫作 disekatommyrio（意思是第二級百萬，類似短級差制的billion，即bi-hundredmyriad），把 1012 寫作 trisekatommyrio（意思是第三級百萬，類似短級差制的trillion，即tri-hundredmyriad），以此類推。

### 使用長級差制的國家
- 大部分其它國家。例如：

法文、丹麥文、挪威文中的 milliard；德文的 Milliarde；荷蘭文的 miljard；匈牙利文的 milliárd；希伯來文的 milliard；西班牙文的 millardo；義大利文的 miliardo；波蘭文的 miliard；瑞典文的 miljard 或 milliard；芬蘭文的 miljardi；拉脫維亞文的 miljards；捷克文的 miliarda；羅馬尼亞文的 miliard 和在斯洛維尼亞文、克羅埃西亞文及塞爾維亞文中的 milijarda，這些詞都等於 109。
法文、挪威文和丹麥文中的 billion、德文的 Billion、荷蘭文的 biljoen、西班牙文的 billón、波蘭文和賽爾維亞文的 bilion、瑞典文的 billion 或 biljon、芬蘭文的 biljoona、克羅埃西亞文的 bilijun、葡萄牙文的 bilião、斯洛維尼亞文的 bilijon，這些詞都等於 1012。

### 說明

#### 在義大利文中的使用
在義大利，bilione 一詞在正式場合表示 1012；但在日常使用中，bilione 可能表示 109 和 1012 兩個含義；trilione 表示 1012 及（罕用於）1018，等等。因此為避免混亂，人們很少使用這些詞，通常會使用別的方式來表示，例如用 mille miliardi（一千個 milliards）表示 1012、un milione di miliardi 表示 1015、un miliardo di miliardi 表示 1018、mille miliardi di miliardi 表示 1021 等等。

#### 在英國的使用
如今在英國英文中已經廢棄了“milliard”這個詞（然而以該詞為詞源的“yard”一詞作為行話用於倫敦的貨幣、外匯兌換以及債券市場中），且多年來“billion”一詞也在所有發表的作品中別無它意地表示109。英國政府和BBC在各種場合中都完全使用短級差系統。在英國英文裡故意使用 billion 表示 1012 的人基本上都會被誤解。
儘管如此，不止在年長的人中，仍然存在按長級差制方式的理解。由於這些大數名稱在日常生活中很少用到，所以在因用得少而不熟悉這些命名的那些普通讀者中，相當多的一些人會把“billion”一詞解釋為 1012（即“一百萬個百萬”），即便是那些已經從學校學過該詞的另一種意思的那些年輕人。如果再錯誤地沿襲該模式，有些人甚至會把“trillion”一詞推斷為（按長級差系統的）billion 的平方，即 1024，而不是該詞在長級差系統中真正表示的 1018、或在短級差制中的 1012。
鑒於上述原因，在為一般公眾寫作時，比較明智的做法是避免使用“billion”、“trillion”等詞。

#### 在澳大利亞的使用
在澳大利亞，在那些常以“百萬”（million）為單位來比較數量的場合，有些檔使用詞彙 thousand million 表示 109，這是澳大利亞財政部（以前的AusInfo）目前的推薦用法、也是對該詞含義的法定解釋。與其它英文國家相一致，在澳大利亞的教育界、媒體外延、以及文學界中都使用短級差系統。在1999年時，澳大利亞政府的財務部門還沒有將短級差系統定為標準，但有時會使用到。（页面存档备份，存于）

#### 在墨西哥文中的使用
儘管在西班牙文中“millardo”表示的是 109，然而在墨西哥，包括政府和新聞媒體，在實際中這個詞不會被真的使用。所以墨西哥該算是長級差制的國家，不過在那裡沒有特定的詞來表示 109，這個數量是以“mil millones”（一千個百萬）來表示的；而“Un billón”（和英文 one billion 相同）表示的是“一百萬個百萬”（1012）。

#### 在世界文中的使用
在世界文中，biliono、triliono 等正式詞彙都是含義模糊的，由於為避免因民族文言習慣而產生的對長、短級差產生偏向性假設，這種世界文交流本身固有的國際性特點更加大了這個問題。
可以通過在數詞後添加非正式的、但一般被認可的尾碼 -iliono 以表示一百萬的冪的方式來避免這種模糊。例如 duiliono（其中的 du 表示“二”）= ( 106 )2 = 1012、triiliono = 1018、等等。Miliardo 一詞明確地表示的是 109。

## 為避免級差體制的差異含糊的辦法
- 在實際應用方面，英文界幾乎統一使用短級差制。雖然制度在某些地區尚未標準化，自從1974年英國改用短級以來，長級已很罕見了。閱讀舊的英文刊物還應小心。

- 與一般無歧義的 million 一片文合使用。例如將 109 表示成“one thousand million”；1012 表示成“one million million”. 不過在表示比 1012 更高數量級的數時，用這種方式就不方便了。

- 將多於3位的數與“million”組合使用，如“15,300 million”。

- 使用科學記數法，包括其變體工程記數法，例如 109、1012. 該方式明確且方便，是科學家和數學家用得最多的方法。

- 使用國際單位制詞頭，例如用 giga 表示 109、tera 表示 1012。在資訊科學領域中，giga 這個字有時表示的是 230 而不是 109，不過也有人試圖引入一套二進位首碼標記法來消除這種混亂。

- 若果知道目標受眾，而受眾所在地有限，可以查詢地區的制度。此條目的英文版有較完善的相關資訊。